# Erdmodell
Als Erdmodell wird in den Geowissenschaften eine mathematische Darstellung der Erdfigur oder ein mathematisch-physikalisches Modell des Erdinneren bezeichnet. Indem man Abweichungen der Modelleigenschaften vom tatsächlichen Erdkörper untersucht, lässt sich die Erdfigur und das Erdinnere schrittweise immer genauer erforschen.
Eigenschaften und Phänomene, die für diese Analyse verwendet werden, sind unter anderem:
- geometrische Parameter wie Größe und Form des Erdellipsoids, Richtung und Geschwindigkeit der Erdrotation, Änderungen der Erdrotation, Polbewegung, Präzession und Nutation
- Physikalische Felder (Schwerefeld, Magnetfeld, elektrische Potentiale), Schwingungen und Geoseismik
- physikalische Parameter des Schichtaufbaus (Erdkruste, Erdmantel und dazwischen liegende Diskontinuitäten), mittlere Dichte und Elastizitätsmodule der einzelnen Schichten, Gesteinsart, Druck, Temperatur,  Wärmestrom usw.

In der Geodäsie werden passend gewählte, auf möglichst wenig Parameter reduzierte Erdmodelle auch als Bezugssysteme für Koordinaten an der Erdoberfläche verwendet, sowie für kurzfristige geodynamische Vorgänge und langanhaltende Bewegungen (z. B. Kontinentaldrift infolge der Plattentektonik).
In der Gravimetrie und Seismologie dienen Modelle der tieferen Erdschichten zur Feststellung von Anomalien in ihrer Lagerung, Dichte, Elastizität oder Zusammensetzung. Die Angewandte Geophysik kann durch Interpretation von Schwereanomalien oder seismischer Reflexe auf unterirdische Lagerstätten schließen, während die Theoretische Geophysik und die Erdmessung (Astronomische und Physikalische Geodäsie) durch Vergleich von Modell und Beobachtungen den großräumigen Aufbau des Erdkörpers und sein Verhalten als Planet erforschen kann.
Als einfaches Modell der Erdkugel kann auch ein Globus angesehen werden. Manche Globen zeigen neben der Erdoberfläche auch die wechselnde Lage zur Erdbahnebene bzw. den Stand der Sonne im Wechsel der Jahreszeiten.